# Passiflora anfracta
Passiflora anfracta är en passionsblomsväxtart som beskrevs av Maxwell Tylden Masters och Andre. Passiflora anfracta ingår i släktet passionsblommor, och familjen passionsblomsväxter. Inga underarter finns listade i Catalogue of Life.